# Séries 100 - Shinkansen
Os Shinkansen da série 100 foram a segunda geração de desenho Shinkansen, produzidos entre 1984 e 1991 para as linhas Tokaido Shinkansen e Sanyo Shinkansen, tendo as primeiras unidades já sido retiradas de serviço, e a série tenha sido retirada da linha Tokaido Shinkansen em Setembro de 2003.
A série 100 difere visivelmente da anterior série 0 na medida em que o perfil do nariz é mais aguçado. Outra diferença não tão visível é a de que nem todas as carruagens (os trens)estão motorizadas, as carruagens (os trens) dos maquinistas não são motorizadas (não se chamando consequentemente de locomotiva), estando portanto os motores nas duas carruagens centrais de 2 pisos num comboio de 16 carruagens. Mais tarde foram produzidos comboios (trens) com motor nas carruagens dos maquinistas e nas quatro carruagens centrais de dois pisos.
Estando a ser tirados de serviço como comboios de primeira linha, os comboios da série 100 estão a ser reformados em conjuntos mais pequenos de 4 e 6 carruagens para os serviços mais lentos do Kodama da linha Sanyo Shinkansen, para substituir os últimos comboios da série 0.